# 大布蘭克鎮區 (密歇根州)
大布蘭克鎮區（英語：Grand Blanc Township）是位於美國密歇根州傑納西縣的一個特設鎮區。

## 地方資料
大布蘭克鎮區的面積為84.80平方千米，當中陸地面積為84.50平方千米，而水域面積為0.30平方千米。根據2020年美國人口普查的數據，當地共有人口39846人，而人口密度為每平方千米469.88人。